# 西氏紫魚
西氏紫魚，又稱姬鯛、希氏姬鯛、舌齒紫魚，俗名鎖吾、散午、紅魚仔、紅臭魚仔，為輻鰭魚綱鱸形目鱸亞目笛鯛科的其中一個種。

## 分布
本魚分布於印度太平洋區，包括東非、馬達加斯加、模里西斯、塞席爾群島、馬爾地夫、亞丁灣、巴基斯坦、斯里蘭卡、印度、安達曼海、泰國、緬甸、馬來西亞、菲律賓、印尼、日本、韓國、台灣、中國沿海、馬里亞納群島、馬紹爾群島、諾魯、帛琉、密克羅尼西亞、新喀里多尼亞、澳洲、萬納杜、東加、吉里巴斯、夏威夷群島、法屬波里尼西亞等海域。

## 深度
水深100至360公尺。

## 特徵
本魚身體較細長，體呈淡紫紅色，腹側顏色較淡；頭頂上有許多紫褐色斑點。背鰭及臀鰭最後一條鰭條延長成絲狀，幾乎達到尾柄末端。尾鰭深分叉，顏色較深，其他各鰭顏色則較淡。背鰭硬棘10枚，軟條11枚。臀鰭3硬棘，軟條8枚。有孔側線鱗片約在70至74枚。體長可達60公分。

## 生態
棲息於較深的海域，為肉食性魚種，主要以其它魚類為食。

## 經濟利用
肉質細嫩的食用魚，可煮清湯食用。